# 葛和満博
葛和 満博（くずわ みつひろ、1931年12月1日 - ）は、日本の実業家、経営者。店舗銀行システム を創設し、飲食店向け内装 設備付きリース店舗を展開 。株式会社 ジャスマック 取締役会長（創業者）。

## 経歴

### 生い立ち
1931年12月1日 、満州大連に生まれる。戦後 大阪に引き揚げ、高等学校卒業まで在住。早稲田大学 商学部在学中に貿易会社を興す。その後、数種の事業を経営。
1961年 店舗銀行システムを創設して、全国の社有商業ビルで、飲食店向け内装 設備付きリース店舗を展開。新しい所有と経営の分離の普及につとめている。

## 著書
- 『飲食業のオーナーになって儲ける法‐実用版』ビジネス社 1977/9
- 『店舗銀行システムによる飲食業の革命方式‐これなら誰でも経営者になれる！』ワニの本‐ベストセラーシリーズ 1978/4
- 『パパママ店経営法‐今日から繁盛する』ワニの本 1978/11
- 『不動産事業化戦略の実際‐アーバンリゾートの創出』ダイヤモンド社 1992/4
- 『デフレ時代でも儲かる‐土地の事業家ノウハウ』ビジネス社 1994/12
- 『水商売経済学序説』総合法令出版 1995/11
- 『飲食店のオーナーになって儲ける法』ビジネス社 1996/1
- 『石橋をたたいて渡る資産運用法‐自分の生活は自分で守る』総合法令出版 1998/9
- 『あなたの資産が年利6%の利益を産む投資法』フォレスト出版 2001/11
- 『お金持ちになれる宝の山のありかとは?―国も会社も頼れない時代、生涯続く「無限の富」を得る黄金の法』経済界 2003/11
- 『「生き抜く力」の法則―ネット利回り年6%の財産相続の仕組み』経済界 2009/03